# Alemania en los Juegos Olímpicos de Lillehammer 1994
Alemania estuvo representada en los Juegos Olímpicos de Lillehammer 1994 por un total de 112 deportistas que compitieron en 11 deportes.  
El portador de la bandera en la ceremonia de apertura fue el biatleta Mark Kirchner.

## Medallistas
El equipo olímpico alemán obtuvo las siguientes medallas:
| Atleta                                                       | Deporte               | Competición                 |
| ------------------------------------------------------------ | --------------------- | --------------------------- |
| Oro                                                          |                       |                             |
| Ricco Groß Frank Luck Mark Kirchner Sven Fischer             | Biatlón               | 4 × 7,5 km M                |
| Harald Czudaj Karsten Brannasch Olaf Hampel Alexander Szelig | Bobsleigh             | Cuádruple M                 |
| Markus Wasmeier                                              | Esquí alpino          | Supergigante M              |
| Markus Wasmeier                                              | Esquí alpino          | Eslalon gigante M           |
| Katja Seizinger                                              | Esquí alpino          | Descenso F                  |
| Georg Hackl                                                  | Luge                  | Individual M                |
| Claudia Pechstein                                            | Patinaje de velocidad | 5000 m F                    |
| Jens Weißflog                                                | Saltos en esquí       | Trampolín grande M          |
| Hansjörg Jäkle Christof Duffner Dieter Thoma Jens Weißflog   | Saltos en esquí       | Trampolín grande por eqs. M |
| Plata                                                        |                       |                             |
| Ricco Groß                                                   | Biatlón               | 10 km M                     |
| Frank Luck                                                   | Biatlón               | 20 km persecución M         |
| Uschi Disl Antje Misersky Simone Greiner Petra Schaaf        | Biatlón               | 4 × 7,5 km F                |
| Martina Ertl                                                 | Esquí alpino          | Eslalon gigante F           |
| Susi Erdmann                                                 | Luge                  | Individual F                |
| Anke Baier                                                   | Patinaje de velocidad | 1000 m F                    |
| Gunda Niemann                                                | Patinaje de velocidad | 5000 m F                    |
| Bronce                                                       |                       |                             |
| Sven Fischer                                                 | Biatlón               | 20 km persecución M         |
| Uschi Disl                                                   | Biatlón               | 15 km persecución F         |
| Wolfgang Hoppe Ulf Hielscher René Hannemann Carsten Embach   | Bobsleigh             | Cuádruple M                 |
| Stefan Krauße Jan Behrendt                                   | Luge                  | Doble M                     |
| Dieter Thoma                                                 | Saltos en esquí       | Trampolín normal M          |
| Franziska Schenk                                             | Patinaje de velocidad | 500 m F                     |
| Gunda Niemann                                                | Patinaje de velocidad | 1500 m F                    |
| Claudia Pechstein                                            | Patinaje de velocidad | 3000 m F                    |